# 知名町
知名町（日语：／ China chō */?，琉球語：／ ）是鹿兒島縣轄下位於沖永良部島上的一個城鎮。知名町的名字知名（ちな）的羅馬拼音China恰好与中國的英语單詞相同。

## 历史
在8世紀至9世紀期間是稱為「奄美世」的部落時期，之後在以按司為首長的統治時期，稱為「按司世」。13世紀受到琉球王國統治後，被稱為「那霸世」，17世紀起改由薩摩藩統治，稱為「大和世」。
1616年薩摩藩在德之島上設置「代官」，負責治理德之島、沖永良部島和與論島；1690年起在沖永良部島設置獨立的代官，負責島上事務。1988年，現代知名村的前身成立，管轄沖永良部島全島，並設置知名村役場，並於1908年實施島嶼町村制時，分設為知名村和和泊村，並確認現在的轄區範圍。

### 沿革
- 1888年：設置知名村役場。
- 1908年4月1日：奄美群島實施島嶼町村制，分別設置知名村與和泊村（現在的和泊町）。
- 1946年9月1日：改制為知名町。

## 教育

### 高等學校
- 鹿兒島縣立沖永良部高等學校

## 外部連結
- （日語） 知名町商工會 （页面存档备份，存于）